# 푼촉 왕걀 고라낭파

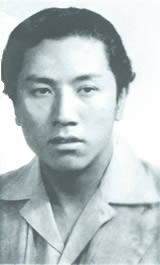

푼촉 왕걀 고라낭파(티베트어: ཕུན་ཚོགས་དབང་རྒྱལ།, 한국 한자: 葛然朗巴·平措汪杰 갈연랑파 평조왕걸: 1922년 1월 2일-2014년 3월 30일)는 티베트의 사회주의 정치인이다. 티베트 공산당의 설립자다.
티베트 멸망 이후 중국공산당에 적극 협조하여 티베트인 공산당원들 중 최고 위치까지 올라갔으나 1958년 숙청되었고 1960년 체포되어 18년간 친청감옥 독방에 수감되었다. 출감 이후에도 북경에 갇혀 외부와 연락이 되지 않는 연금생활을 보내다가 2014년 죽었다.